# Гредингер, Михаил Осипович
Михаил Осипович Гредингер (16 декабря 1867, Королевство Саксония — 23 января 1936, Минск) — российский и советский правовед. Доктор юридических наук (1922), профессор (1922). Член Академии наук Белорусской ССР (1928).

## Биография
Родился 16 декабря 1867 года в Королевстве Саксония.
Окончил юридический факультет Императорского Санкт-Петербургского университета (1891). В 1893 году был отправлен в Дерпт, где изучал местное законодательство. Защитив степень магистра гражданского права был направлен в Берлин для повышения квалификации. После возвращения в Россию был назначен частным доцентом. Работал приват-доцентом Демидовского юридического лицея и Рижского политехнического института.
В связи с продолжающейся Первой мировой войной переехал в 1916 году в Крым. Участвовал в создании Симферопольского народного университета, где читал лекции по общей теории права и гражданскому праву.
В 1917 году стал профессором гражданского права и процесса Высшего юридического института в Севастополе. Спустя два года получил должность приват-доцента Таврического университета в Симферополе. После преобразования вуза в Крымский университет имени М. В. Фрунзе, он с 1921 по 1922 год являлся профессором и деканом факультета общественных наук, а с 1922 года — деканом факультета общественных наук восточного факультета.
По совместительству с 1921 года являлся заместителем заведующего Крымцентрархива. Кроме того, с 1921 по 1923 год являлся профессором энциклопедии права, а с 1922 по 1923 год читал курс энциклопедии права и гражданского права и процесса в Социально-экономическом институте при Крымском университете имени М. В. Фрунзе. В 1922 году защитил докторскую диссертацию.
В 1922 году избран профессором кафедры гражданского права Саратовского университета и Харьковского института народного хозяйства.
С 1923 по 1931 год являлся профессором и заведующим кафедрой гражданского права и гражданского процесса факультета общественных наук Белорусского государственного университета. Кроме того являлся заведующим кафедрой современного права Института белорусской культуры (до 1928 года).
С 1931 по 1935 год — директор Института современного строительства и права при ЦИК Белорусской ССР.
В 1932 году стал профессором Института права при Народном комиссариате юстиции БССР. В 1935 году назначен заместителем директора Института философии и права АН БССР.
Скончался 23 января 1936 года в Минске.

## Научная деятельность
Изучал вопросы гражданского и семейного права. Автор более 100 научных работ, в том числе 4 монографий.

## Научные работы
- Опыт исследования безымянных договоров. Рига: Тип. Л. Бланкенштейна, 1893. 132 с.
- Оценочный договор по римскому праву // Журнал Министерства юстиции 1906. No 4. С. 191—208
- Да пытання аб аўтэнтычнасці тэксту закона пры раўнапраўнасці дзвюх ці некалькіх моў. Минск: Выд. праўл. БДУ, 1930
- Пра агульнасаюзныя падставы гаспадарчага права. Минск, 1932; Дапаможнік па грамадзянскаму працэсу БССР. Минск, 1935
- Авторское право по прибалтийским гражданским узаконениям // Журнал Министерства юстиции. 1909. No 1. С. 81-102
- Библиография // Право и жизнь. 1928. Кн. 1. С. 79-81
- Естественные обязательства в теории и в Своде гражданских узаконений губерний Прибалтийских // Журнал Министерства юстиции. 1907. No 10. С. 32-57
- Льгота посильной ответственности должника по Прибалтийскому праву // Журнал Министерства юстиции. 1907. No 2. С. 209—225
- К характеристике гражданского права лифляндских крестьян // Сборник учёно-литературного общества при Юрьевском университете. 1905. Т. 9
- Проблема безымянных договоров. Симферополь, 1920
- Вокруг вопроса об общих началах землепользования и землеустройства // Труды Белорусского университета. 1927. № 14-15. С. 30-43

## Память
- «М.О. Гредингер. Избранные труды» – книга проекта «Наследие права»[5]. 20 декабря 2023 года состоялась презентация 14-го издания, выпущенного в рамках издательского просветительского проекта «Наследие права». В него вошли труды выдающегося белорусского ученого-правоведа Михаила Осиповича Гредингера (1867-1936), доктора юридических наук, профессора, члена Академии наук БССР.